# 庫瓦比·內內姆
庫瓦比·內內姆是基里巴斯的政治家，曾於2016年3月至2019年6月期間擔任基里巴斯副總統。